# Chapel Brampton
Chapel Brampton – wieś w Anglii, w hrabstwie Northamptonshire, w dystrykcie (unitary authority) West Northamptonshire. Leży 8 km na północny zachód od miasta Northampton i 105 km na północny zachód od Londynu. Miejscowość liczy 470 mieszkańców.